# Robert Ludlum
Robert Ludlum (Nueva York, 25 de mayo de 1927 - Naples, Florida, 12 de marzo de 2001) fue un autor estadounidense de novela negra, que escribió 23 libros (algunos bajo los seudónimos de Jonathan Ryder y Michael Shepherd), aunque se le atribuyen otros cuatro; además, varios narradores han utilizado su nombre para publicar algunas obras y Eric Van Lustbader ha continuado las novelas protagonizadas por Jason Bourne con una serie de secuelas (en 2012 publicó la séptima).

## Biografía
Su padre, George Hartford Ludlum, era un comerciante que murió cuando el futuro escritor era todavía un niño, en 1934. Creció en Nueva Jersey y estudió en The Rectory School (Pomfret, en la Chesire Academy y en la Universidad Wesleyana, en Middletown (estos tres estableciemientos educativos se encuentran en el estado de Connecticut).
Como actor, Ludlum comenzó en representaciones estudiantiles y a los 16 años ya actuó en Broadway, en la pieza Junior Miss; más tarde fue también productor de teatro (participó en dos centenares de dramas televisivos y produjo unas 300 obras de teatro).
Durante la Segunda Guerra Mundial trató de alistarse en la Real Fuerza Aérea Canadiense, pero falló en sus intentos y terminó sirviendo en el Cuerpo de Marines de los Estados Unidos (1945-47).
A partir de mediados de la década de 1970 se consagra a escribir. En sus novelas generalmente un individuo o un pequeño grupo se enfrenta a poderosos enemigos capaces de usar la maquinaria político-económica de modo aterrador. Veía un mundo donde corporaciones mundiales, fuerzas militares y organizaciones gubernamentales conspiran para cambiar el statu quo. Con la excepción de fallos ocasionales al tratar de armas de fuego, investigaba a conciencia para sus novelas, que están llenas de detalles técnicos, físicos y biológicos, incluyendo la amnesia que trató en El caso Bourne.
Ha sido criticado por su uso de la cursiva, de las frases cortas o los signos de exclamación.
Ludlum fue el primero en escribir novelas de suspense en el estilo que conocemos hoy en día, creando el marco que utilizarían autores como David Morrell, Gayle Lynds y Daniel Silva. Popularizó la idea de agentes de inteligencia estadounidenses y soviéticos cooperando, y de la CIA realizando operaciones ilegales en territorio de los Estados Unidos. Ambas premisas, que se ridiculizaban como de ficción, se aceptan hoy en día como reales.
Jason Bourne, un agente de la CIA y una auténtica "máquina de matar", es el protagonista de una trilogía de Ludlum, que ha sido llevada al cine —The Bourne Identity (El Caso Bourne), The Bourne Supremacy (El Mito de Bourne) o The Bourne Ultimatum (El Ultimatum de Bourne)—; la serie de Bourne ha sido continuada por Eric Van Lustbader (quien en 2012 ya llevaba publicadas siete secuelas).
En las películas, Matt Damon interpreta el papel de Jason Bourne; aunque han tenido éxito comercial y de crítica, sus tramas se apartan mucho de lo escrito por Ludlum.
Entre otras célebres novelas de Ludlum destacan El manuscrito de Chancellor, El caos Omega y El círculo Matarese.
Todas sus obras se caracterizan por tener títulos en el formato <artículo sustantivo nombre propio> y así han continuado otros autores sus obras póstumas.
Murió el 12 de marzo de 2001 a consecuencia de las quemaduras tras un incendio en su casa de Naples, Florida, del cual no se conoce con precisión el origen, y que se produjo tan sólo unas semanas después de que el escritor nombrase a su segunda esposa beneficiaria de un jugoso testamento.
Dejó tras de sí algunos manuscritos y varios resúmenes previos, que han sido publicados con la ayuda de escritores fantasmas. Se han impreso más de 210 millones de ejemplares de sus libros, que han sido traducidos a 32 idiomas.

## Obras
- Trece en Zúrich (The Scarlatti Inheritance, 1971)
- El caos Omega (The Osterman Weekend, 1972)
- El desafío de Matlock (The Matlock Paper, 1973)
- Y nada más que la verdad (Trevayne, 1973, escrita bajo el seudónimo de Jonathan Ryder)
- El grito de Halidon (The Cry of the Halidon, 1974, escrita bajo el seudónimo de Jonathan Ryder)
- El intercambio Rhinemann (The Rhinemann Exchange, 1974)
- La carretera de Gandolfo (The Road to Gandolfo, 1975, escrita bajo el seudónimo de Michael Shepherd)
- El enigma de Constantina, también traducida como El cofre de Constantina (The Gemini Contenders, 1976)
- El manuscrito de Chancellor (The Chancellor Manuscript, 1977)
- El pacto de Holcroft (Holcroft Covenant, 1978)
- El círculo Matarese (The Matarese Circle, 1979)
- El caso Bourne (The Bourne Identity, 1980)
- El enigma de Parsifal (The Parsifal Mosaic, 1982)
- El avance de Aquitania (The Aquitaine Progression, 1984)
- El mito de Bourne (The Bourne Supremacy, 1986)
- La agenda de Ícaro (The Icarus Agenda, 1988)
- El ultimátum de Bourne (The Bourne Ultimatum, 1990)
- La carretera de Omaha (The Road to Omaha, 1992)
- La trama del escorpión (The Scorpio Illusion, 1993)
- Los guardianes del apocalipsis (The Apocalypse Watch, 1995)
- El retorno de los Matarese (The Matarese Countdown, 1997)
- Conspiración Prometeo, también traducida como El engaño (The Prometheus Deception, 2000)
- El protocolo Sigma (The Sigma Protocol, 2001; la última novela escrita completamente por Ludlum; fue publicada después de su muerte)
- La Herencia de los scarlatti (Best seller 2.ª Edición)

### Novelas póstumas atribuidas a Ludlum
- The Janson Directive, 2002
- The Tristan Betrayal, 2003
- La advertencia de Ambler (The Ambler Warning, 2005)
- La estrategia de Bancroft (The Bancroft Strategy, 2006)